# 努里娅·卡瓦尼利亚斯
努里娅·卡瓦尼利亚斯（西班牙語：Nuria Cabanillas，1980年8月9日—），西班牙艺术体操运动员。她曾代表西班牙参加1996年夏季奥林匹克运动会体操比赛，获得团体全能金牌。